# Liuheng (köpinghuvudort i Kina, Zhejiang Sheng, lat 29,74, long 122,11)
Liuheng är en köpinghuvudort i Kina. Den ligger i provinsen Zhejiang, i den östra delen av landet, omkring 200 kilometer öster om provinshuvudstaden Hangzhou. Antalet invånare är 61 325. Befolkningen består av 27 155 kvinnor och 34 170 män. Barn under 15 år utgör 8,0 %, vuxna 15-64 år 78 %, och äldre över 65 år 13,0 %.
Liuheng är det största samhället i trakten. 
Genomsnittlig årsnederbörd är 1 783 millimeter. Den regnigaste månaden är juni, med i genomsnitt 312 mm nederbörd, och den torraste är januari, med 53 mm nederbörd.